# Liste der Baudenkmale in Methven
Die Liste der Baudenkmale in Methven umfasst alle vom New Zealand Historic Places Trust (NZHPT) als „Historic Place“ oder „Historic Area“ eingestuften Baudenkmale und Flächendenkmale der neuseeländischen Ortschaft Methven. Die Angaben stammen aus dem Register des NZHPT. Die Bezeichnungen der Baudenkmale orientieren sich an diesem Register. In die Liste werden auch bekannte Wahi Tapu (Area), kulturell und religiös bedeutsame Stätten und Gebiete der Māori, aufgenommen. Sie werden jedoch meist nicht publiziert.

| Bild           | Bezeichnung                         | Ort     | Anschrift                          | Beschreibung | Bauzeit   | Eintrag           | Nummer | Kat. |
| -------------- | ----------------------------------- | ------- | ---------------------------------- | --- | --------- | ----------------- | ------ | ---- |
| weitere Bilder | Pipe Shed                           | Methven | South Belt Karte                   | Hütte in einem Abschnitt eines Beton-Bewässerungskanalrohres, als Wahrzeichen eines umfangreichen Bewässerungssystems registriert | 1940      | 14. April 2005    | 7593   | 1    |
| BW             | Springfield                         | Methven | 2179 Methven Highway (SH 77) Karte | Villa | 1890      | 23. Juni 1983     | 1766   | 2    |
| weitere Bilder | Methven War Memorial                | Methven | McDonald Street Karte              | Kriegsdenkmal | 1929      | 17. Dezember 1993 | 7113   | 2    |
| BW             | Methven Historical Society Building | Methven | 7 Bank Street Karte                | Gebäude der Historischen Gesellschaft Methven; in 2013 nach Erdbebenschaden abgerissen                                            | 1917      | 17. Dezember 1993 | 7119   | 2    |
| weitere Bilder | Methven Public Library              | Methven | 60 Main Street Karte               | Bibliothek; in 2013 nach Erdbebenschaden abgerissen                                                                               | 1883–1984 | 24. Februar 1994  | 7156   | 2    |
| weitere Bilder | Mount Hutt Road Board Office        | Methven | 59 Main Street Karte               | Agentur | 1879      | 16. Oktober 2019  | 9616   | 2    |